# Out of Time (álbum)
Out of Time é o sétimo álbum de estúdio da banda estado-unidense R.E.M. lançado em 12 de março de 1991, pela Warner Bros. Records. Conta com alguns dos maiores sucessos da banda, como "Losing My Religion", "Shine Happy People", "Near Wild Heaven" e "Country Feedback". É o único álbum da banda em que foram lançados oito vídeos musicais.

## Recepção
| Críticas profissionais     | Críticas profissionais |
| Avaliações da crítica      | Avaliações da crítica  |
| Fonte                      | Avaliação              |
| -------------------------- | ---------------------- |
| AllMusic                   | [ 1 ]                  |
| Chicago Tribune            | [ 2 ]                  |
| Christgau's Consumer Guide | A                      |
| Entertainment Weekly       | B−                     |
| Los Angeles Times          | [ 5 ]                  |
| NME                        | 10/10                  |
| Pitchfork                  | 8.4/10                 |
| Q                          | [ 8 ]                  |
| Rolling Stone              | [ 9 ]                  |
| Select                     | 5/5                    |

O disco ficou no topo das tabelas de álbuns mais vendidos tanto dos Estados Unidos quanto do Reino Unido, passando 109 semanas na Billboard 200, alcançando o topo em duas oportunidades, e 137 semanas nas paradas britânicas. O álbum vendeu quatro milhões e meio de unidades somente nos Estados Unidos e mais de 18 milhões em todo o mundo. O álbum ganhou três Grammy Awards em 1992: um como Melhor Álbum de Música Alternativa, e dois para o primeiro single, "Losing My Religion".

## Faixas
1. "Radio Song" — 4:13
2. "Losing My Religion" — 4:26
3. "Low" — 4:55
4. "Near Wild Heaven" — 3:17
5. "Endgame" — 3:48
6. "Shiny Happy People" — 3:45
7. "Belong" — 4:05
8. "Half a World Away" — 3:26
9. "Texarkana" — 3:37
10. "Country Feedback" — 4:07
11. "Me in Honey" — 4:06

## Músicos
- Michael Stipe - voz principal (menos em "Near Wild Heaven" e "Texarkana"); escaleta e arranjo em "Endgame"; vocal de apoio (em "Near Wild Heaven" e "Texarkana")
- Peter Buck - guitarras, violão; bandolim em "Losing My Religion" e "Half a World Away"
- Mike Mills - baixo, vocais; órgão (em "Radio Song", "Low", "Shiny Happy People", "Half a World Away" e "Country Feedback"; piano em "Belong"; cravo e percussão em "Half a World Away"; voz principal (em "Near Wild Heaven" e "Texarkana"); teclados e arranjo (em "Losing My Religion" e "Texarkana")
- Bill Berry - bateria e percussão; baixo (em "Half a World Away" e "Country Feedback"); piano em "Near Wild Heaven"; vocal de apoio (em "Near Wild Heaven", "Belong" e "Country Feedback")